# 第二次滁縣戰鬥
滁縣戰鬥發生於1927年8月12－17日，地點則是在中國皖東一帶，是國民革命軍北伐戰爭的戰鬥之一。滁縣戰鬥的交戰雙方，一方為國民革命軍，另一方為北洋政府所轄軍隊。

## 參看
- 中華民國北洋政府時期內戰戰鬥列表